# Acer leiopodum
Acer leiopodum é uma espécie de árvore do gênero Acer, pertencente à família Aceraceae.